# 避障相机

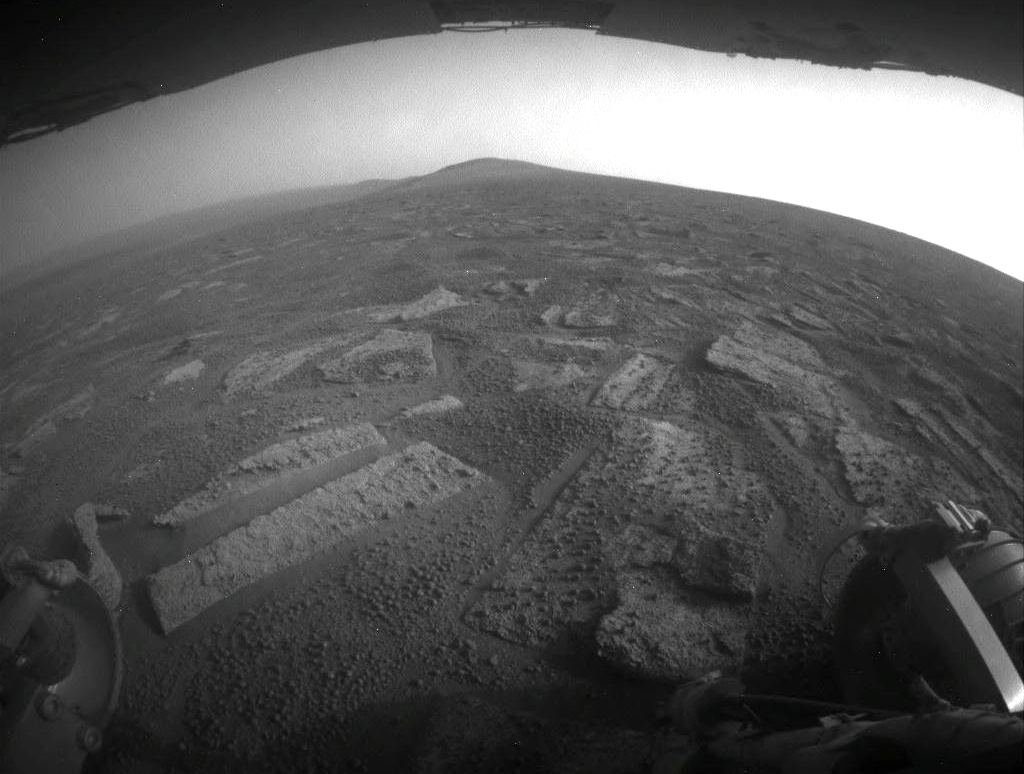
植物学湾和“索兰德点”(solander point)的避障相机照片(2013年)。

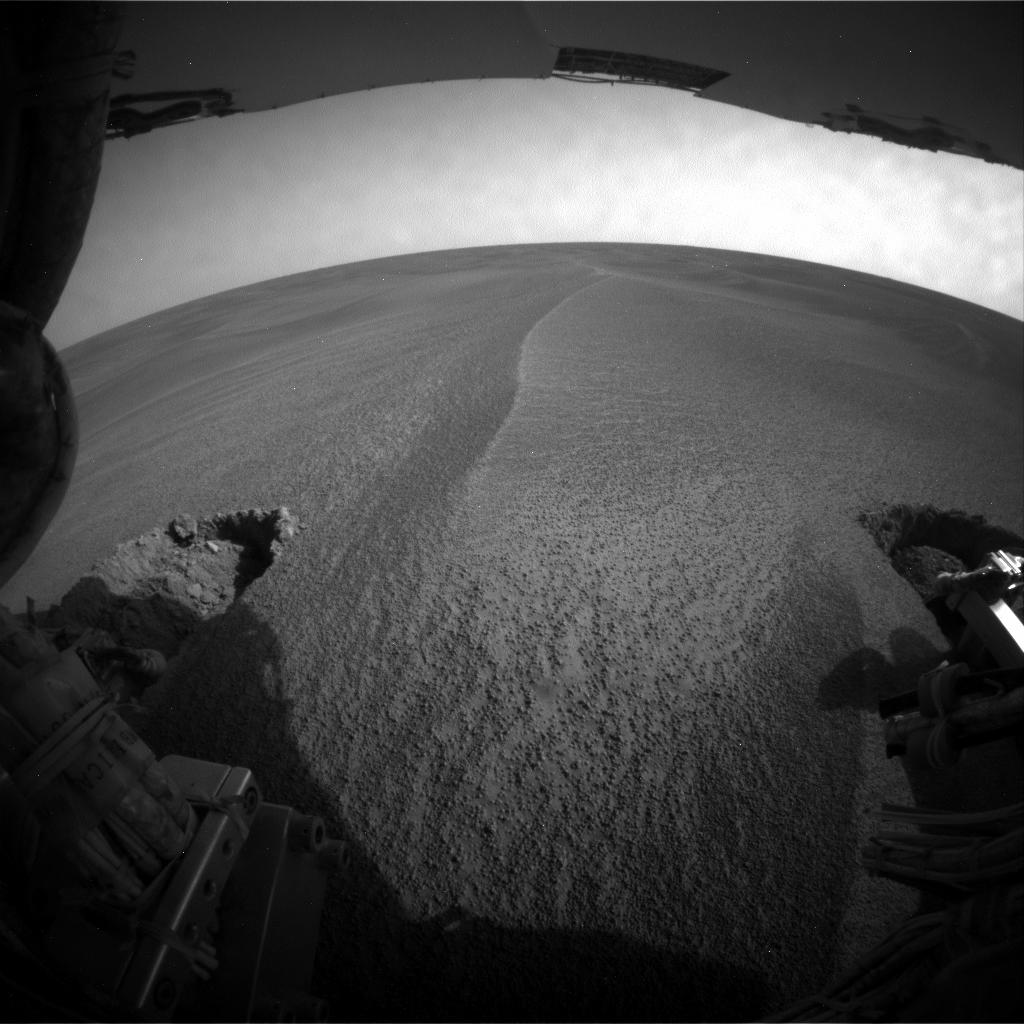
避障相机图像向美国宇航局工程师们显示“机遇号”火星车陷入在了沙丘中。

避障相机（Hazcams ）是安装在美国国家航空航天局前往火星的勇气号、机遇号、好奇号和毅力号探测车前后部以及中国玉兔号月球探测车前方下部的照相机。

## 概要
“好奇号”探测车的避障相机对可见光敏感，并返回分辨率为1024×1024像素的黑白图像。探测车内的计算机使用这些图像自主导航绕过障碍区。由于它们位于漫游车的两侧，两台前后置摄像头同时拍摄的图像可生成周边3D环境地图。因相机为固定的（即不能独立于漫游车移动），因此它们拥有较宽的视野
(水平和垂直角度约120度)，可以看到大范围的地形。
它们被认为是工程相机，因为不是为科学探测而设计的，漫游车上的另一组工程相机是导航相机。
火星科学实验室的安全着陆首先是由该飞行器上的避障相机先进行确认。
“毅力号”上的相机能在火星两极的温度下工作，并在摄氏100度(华氏180度)的温度范围内正常成像。

## 另请查看
- 太空电子学
- 火星车
- 导航相机
- 全景相机